# سهل مدي آباد
 سهل مدي آباد  بفتح السين وكسر اللام، منطقة زراعية ملاصقة لبادية كوخرد الجنوبية، تابعة لناحية كوخرد  (بالفارسية: بخش كوخرد)  من توابع مدينة بستك في محافظة هرمزگان في جنوب إيران. هو سهل حصوي، وأرض واسعة بالجنوب الشرقي من بلدة كوخرد بمسافة ثلاث كيلومترات. تقع في شرق باغ زرد وتعرف بــ(پُشتخِه مَـدي آباد) أو (پُشتخِه مُحُمَدي آباد) باللهجة المحلية.

## حدود سهل مدي آباد
من الشمال: نهر مهران، ومن الجنوب سد بز التاريخي ووادي بست كز، ومن الغرب باغ زرد، ومن الشرق تنتهي بـقرية بيك أحمد ومزاجان.

## الفقع في سهل مدي آباد
وهو سهل بني اللون يقع غرب وادي بست كز وشمال سد بز التاريخي، ينبت فيه الفقع بكثرة في فصل الشتاء بعد هطول المطر. في عام 1412 للهجرة، تم إنشاء بركة فيه لحفظ ماء المطر على نفقة «الحاج عبد الرحمن عبد الله محمد آل جعفر»، وبه آثار الأفلاج المسمى بــ(تــرنــه) التي شيدوها السبئيون ومنها مررو الماء إلى منطقة بيك أحمد، وبشكروا، ومزاجان لبساتينهم ومزارعهم.وتنتشر في سهل مدي آباد بعض أنواع الأشجار الكبيرة مثل: السلم (1) والسمر (2) السدر (3) والغاف(4).
 يسرد الشاعر راستي في وصف سهل مدي آباد الأبيات الجميلة باللغة الفارسية:
- السلم : شجـر من العـضاء، وورقها القـرظ الـذي يُـدبغ بـه الأديم.
- السمر : شجـر من العـضاء (كل شجر يعظم وله شوك).
- السدر : أو السدرة، شجـرة النـبـق، وقـد ورد ذكرها في القـرآن الكريم.
- الغاف:  شجرة شوكية من الفصيلة البقولية التي تنمو في البيئة الصحراوية الحارة. تنتشر اشجار الغاف في عدة مناطق منه شبه الجزيرة العربية وبلاد الشام وإيران.

## موقع القرية على خارطة غوغل ماب
- موقع سهل مدي آباد على: Google Maps

## وصلات خارجية
- سهل أوه شيرينو
- استراحة روضه
- سهل بست كز
- سهل

## أنواع السهول
- سهل داخلي
- سهل ساحلي

## وصلات خارجية
- الادارية لمحافظة هرمزگان
- الادارية لمحافظة هرمزگان (بلده كوخرد)